# Kalibawang
Kalibawang ist ein Distrikt (Kecamatan) im Regierungsbezirks (Kabupaten) Kulon Progo der Sonderregion Yogyakarta im Süden der Insel Java. Der Kecamatan liegt im Nordosten des Kabupaten und grenzt extern an die Kecamatan Borobodur (im Norden) sowie Kecamatan Ngluwar (im Nordosten), beide im Kabupaten Magelang (Provinz Zentraljava) gelegen sowie im Südosten an den Kecamatan Minggir (Kab. Sleman). Weitere interne Grenzen bestehen mit den Kecamatan Nanggulan im Süden,  Girimulyo im Südwesten und Samigulah im Westen. Ende 2021 zählte der Distrikt 29.877 Einwohner auf 53,11 km² Fläche.

## Verwaltungsgliederung
Der Kecamatan (auch Kapanewon genannt) gliedert sich in vier Dörfer (Desa):
| PUM-Code 1    | Desa            | Fläche (km²) | Bevölkerung zur Volkszählung 2 | Bevölkerung zur Volkszählung 2 | Bevölkerung zur Volkszählung 2 | Bevölkerung zur Volkszählung 2 | Bevölkerung zur Volkszählung 2 | Bevölkerung zur Volkszählung 2 | Pend./ Dusun 4 | RW/ RT 5 |
| PUM-Code 1    | Desa            | Fläche (km²) | 002000                         | 002010                         | Männer                         | Frauen                         | 2020                           | Dichte 3                       | Pend./ Dusun 4 | RW/ RT 5 |
| ------------- | --------------- | ------------ | ------------------------------ | ------------------------------ | ------------------------------ | ------------------------------ | ------------------------------ | ------------------------------ | -------------- | -------- |
| 34.01.09.2001 | Banjararum      | 12,39        | 7.935                          | 8.346                          | 4.482                          | 4.690                          | 9.172                          | 740,3                          | 26             | 52/104   |
| 34.01.09.2002 | Banjarasri      | 11,42        | 4.489                          | 4.246                          | 2.171                          | 2.292                          | 4.463                          | 390,8                          | 17             | 34/67    |
| 34.01.09.2003 | Banjarharjo     | 12,34        | 6.383                          | 6.690                          | 3.632                          | 3.715                          | 7.347                          | 595,3                          | 22             | 45/99    |
| 34.01.09.2004 | Banjaroyo       | 16,81        | 7.730                          | 7.520                          | 4.164                          | 4.302                          | 8.466                          | 503,6                          | 19             | 39/82    |
| 34.01.09      | Kec. Kalibawang | 52,96        | 26.537                         | 26.802                         | 14.449                         | 14.999                         | 29.448                         | 556,0                          | 84             | 170/352  |

## Demographie
Grobeinteilung der Bevölkerung nach Altersgruppen (zum Zensus 2020)
| Altersgruppen | 00Männer | 00Frauen | zusammen |
| ------------- | -------- | -------- | -------- |
| 0 – 14        | 2.845    | 2.799    | 5.644    |
| 15 – 64       | 9.653    | 9.713    | 19.366   |
| 65+           | 1.951    | 2.487    | 4.438    |
| gesamt        | 14.449   | 14.999   | 29.448   |
| anteilig (%)  |          |          |          |
| 0 – 14        | 19,69    | 18,66    | 19,17    |
| 15 – 64       | 66,81    | 64,76    | 65,76    |
| 65+           | 13,5     | 16,58    | 15,07    |

### Bevölkerungsentwicklung
Die sieben Volkszählungen seit 1961 zeigen folgende Ergebnisse:
| Einheit/Jahr     | 1961         | 1971         | 1980         | 1990         | 2000         | 2010         | 2020         |
| ---------------- | ------------ | ------------ | ------------ | ------------ | ------------ | ------------ | ------------ |
| Kec. Kalibawang  | 27.334       | 29.030       | 29.143       | 27.214       | 26.537       | 26.802       | 29.448       |
| Anteil in %      | 1,23         | 1,17         | 1,06         | 0,93         | 0,85         | 0,78         | 0,80         |
| Kab. Kulon Progo | 337.127      | 370.629      | 380.685      | 372.309      | 370.944      | 388.869      | 436.395      |
| Sonderregion DIY | 00 2.231.062 | 00 2.487.177 | 00 2.750.025 | 00 2.912.611 | 00 3.120.478 | 00 3.457.491 | 00 3.66.8719 |